# Tufara

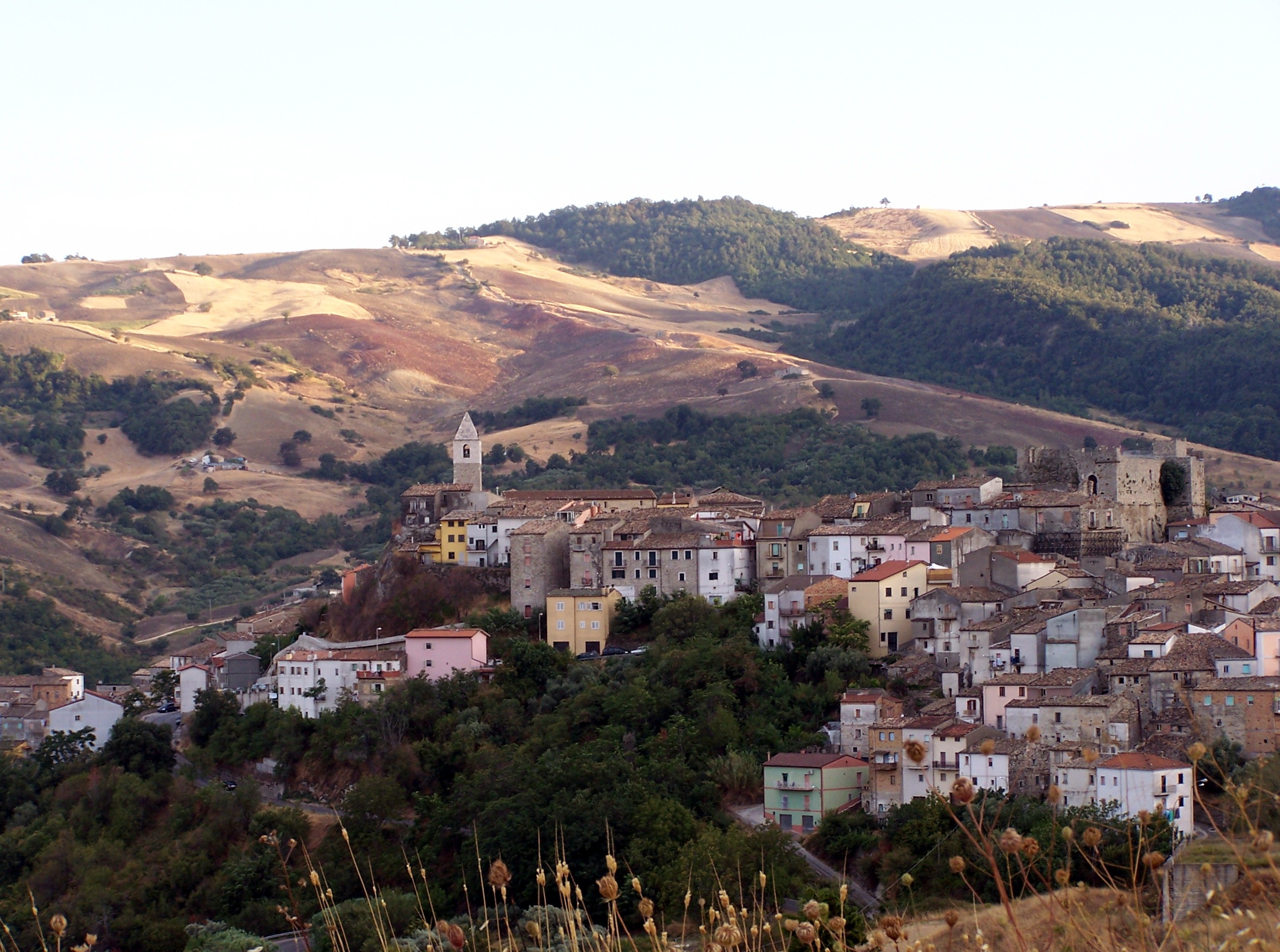
Panorama von Tufara

Tufara ist eine italienische Gemeinde (comune) mit 776 Einwohnern (Stand 31. Dezember 2023) in der Provinz Campobasso in der Region Molise. Die Gemeinde liegt etwa 25 Kilometer ostsüdöstlich von Campobasso und grenzt unmittelbar an die Provinzen Benevento (Kampanien) und Foggia (Apulien). Durch Tufara fließt der Fortore.